# Анатомия (альбом Лолиты)
| Оценки критиков | Оценки критиков |
| Источник        | Оценка          |
| --------------- | --------------- |
| Musecube        | без оценки      |

«Анатомия» — седьмой студийный альбом российской певицы Лолиты, который вышел 17 ноября 2014 года. Это первая работа певицы после пятилетнего перерыва в творчестве.

## История создания
В 2009 году Лолита выпустила сборник лучших песен Запавшее. В это время она отдает предпочтение телепроектам: участвует в различных передачах в качестве телеведущей или члена жюри музыкальных шоу-рингов. В течение пяти лет певица не работала над музыкальным материалом, лишь в конце 2013 года приступила к работе над новым альбомом.

## Выступления
Впервые с новым материалом Лолита появилась на телепередаче «Субботний Вечер» в 2013 году,  где исполнила песню «Я». 16 ноября 2013 года на передаче «Вечерний Ургант» Лолита исполнила песню «Анатомия». 29 декабря 2013 года на Новогоднем гала-концерте телепроекта «Битва хоров» Лолита представила песню «Шпилька-каблучок», на фестивале «Новая волна 2014» она представила песню «На скотч». 1 ноября 2014 года в финале шоу «Хит» Лолита исполнила песню «Ожидание».

## Синглы
В поддержку альбома было выпущено несколько синглов: «Я», «Секси», «Анатомия» «Шпилька-каблучок» и «На скотч». Позже в качестве сингла вышел также трек «Ожидание», который был записан артисткой в рамках музыкального шоу «Хит».
К песням «Анатомия» и «На скотч» были сняты официальные видеоклипы. Музыкальное видео к песне «На скотч», режиссёром которого выступила Елена Кипер, было снято на улицах Москвы в основном с помощью скрытых камер у станции метро «Чистые пруды».
В 2013 году с песней «Я» Лолита удостоилась престижной награды «Золотой граммофон», а также стала лауреатом фестиваля «Песня года».

## Список композиций
| №   | Название           | Длительность |
| --- | ------------------ | ------------ |
| 1.  | «Я»                | 3:48         |
| 2.  | «Секси»            | 3:00         |
| 3.  | «Анатомия»         | 4:15         |
| 4.  | «Шпилька-каблучок» | 3:16         |
| 5.  | «9 жизней»         | 4:22         |
| 6.  | «Несовсем»         | 4:29         |
| 7.  | «Ожидание»         | 3:27         |
| 8.  | «Брюки»            | 3:50         |
| 9.  | «На скотч»         | 3:54         |
| 10. | «Сошедшая с небес» | 2:14         |

## Участники записи
В создании и записи альбома приняли участие следующие музыканты:
- Лолита Милявская — вокал
- Даниил Бабичев — аранжировка, сведение и мастеринг (дорожки 1-6, 8-10), гитара (дорожки 1, 3, 5, 6, 9, 10), бэк-вокал (дорожки 5, 6, 9, 10)
- Анна Александрова — бэк-вокал (дорожка 1)
- Ксения Коламбацкая — бэк-вокал (дорожки 3, 4)
- Тимофей Хазанов — саксофон, труба (дорожка 4)
- Richard Taylor — аранжировка (дорожки 5, 6, 8), гитара (дорожки 5, 6, 8)
- Григорий Голубев — гитара (дорожка 8)